# Bettjärnen, Härjedalen
Bettjärnen är en sjö i Bergs kommun i Härjedalen och ingår i Ljungans huvudavrinningsområde.